# كاتيا كراوس
كاتيا كراوس (بالألمانية: Katja Kraus)‏ (و. 1970  م) هي لاعبة كرة قدم، وكاتبة غير روائية، من ألمانيا، ولدت في أوفنباخ أم ماين، شاركت في الألعاب الأولمبية الصيفية 1996، تلعب كحارسة مرمى.

## روابط خارجية
- كاتيا كراوس على موقع الاتحاد الدولي (مؤرشف)  (الإنجليزية)
- كاتيا كراوس على موقع عالم كرة القدم.نت (الإنجليزية)
- كاتيا كراوس على موقع أوليمبيديا (الإنجليزية)